# プジョー・モトシクル

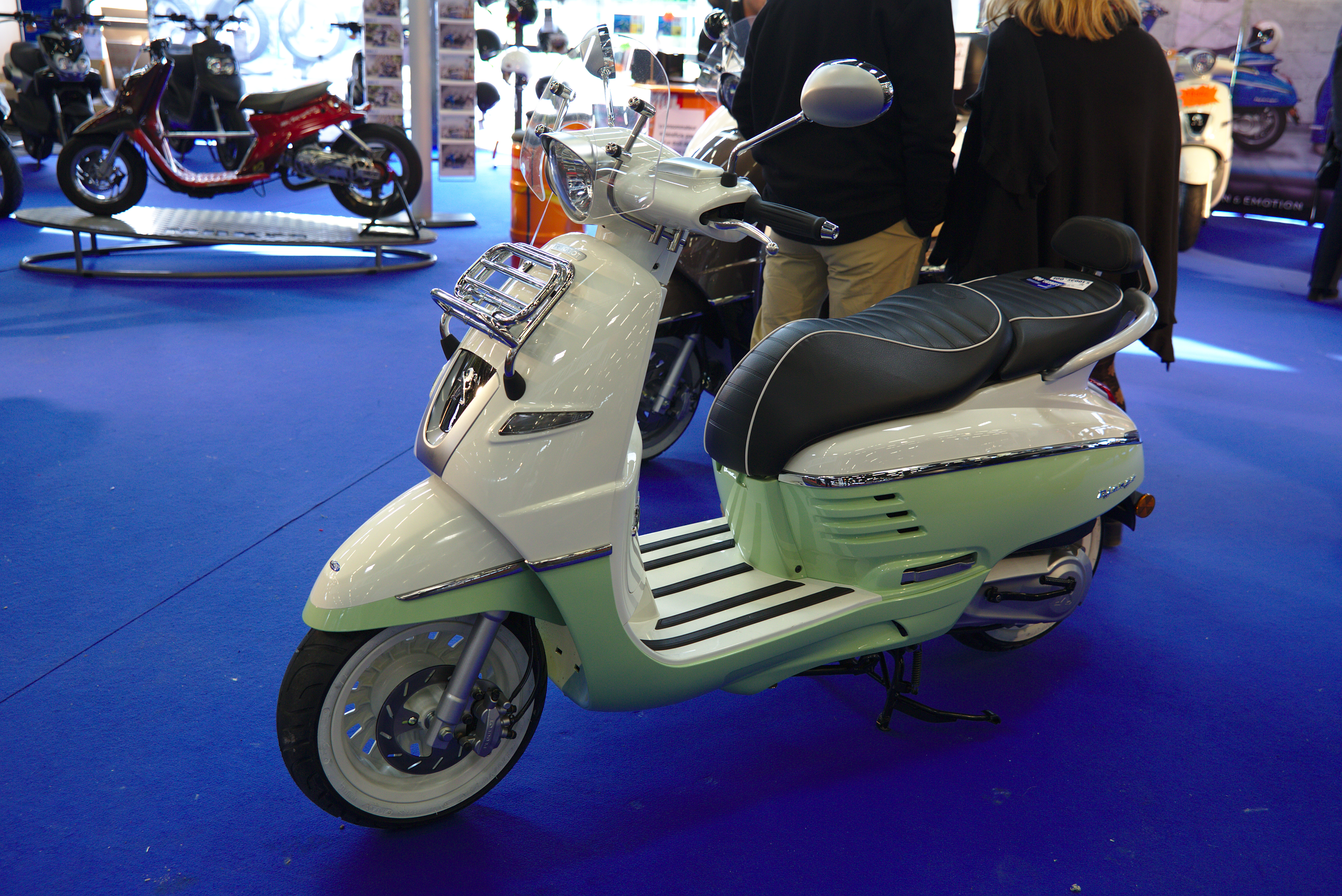
ジャンゴ 125

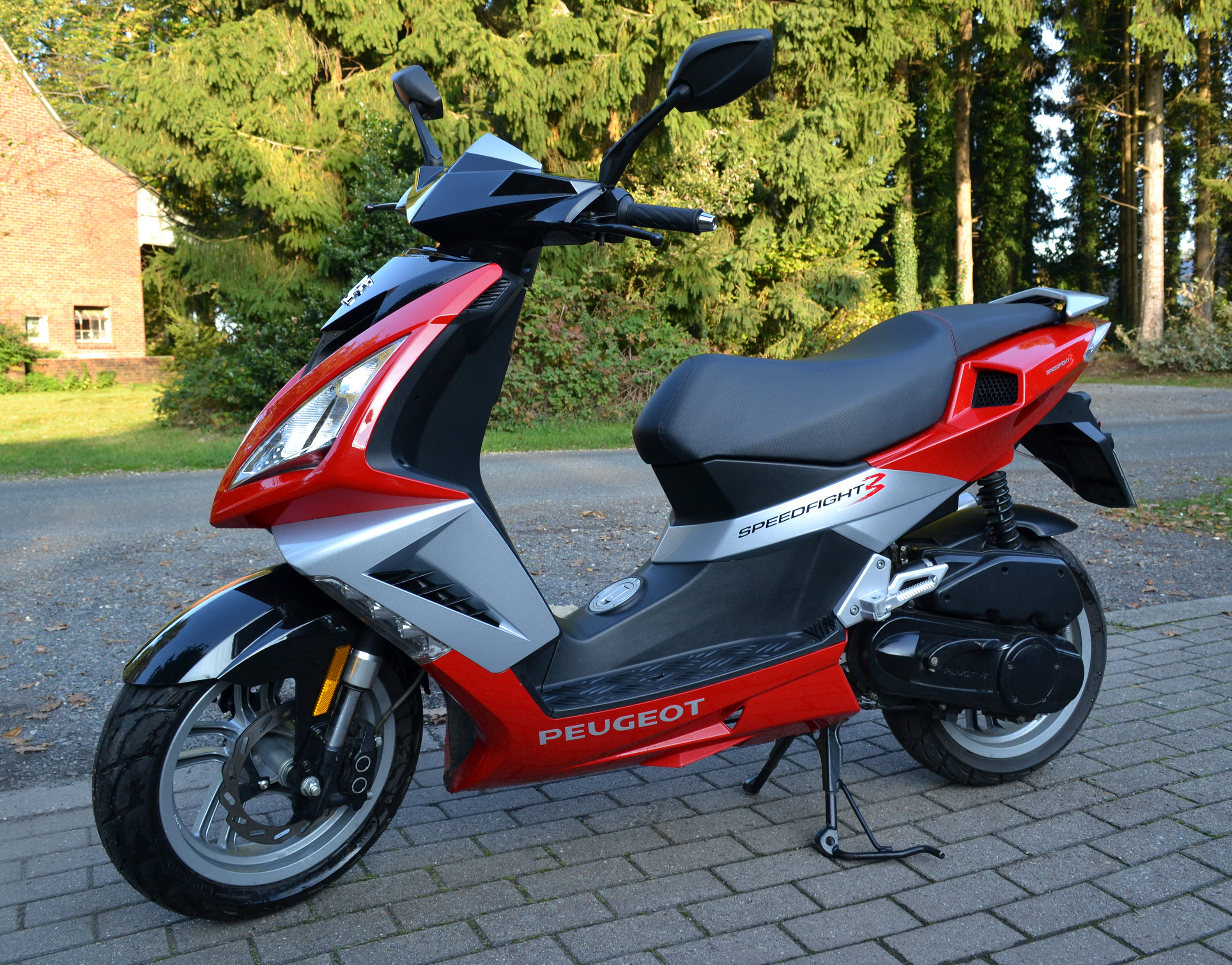
スピードファイト 125

プジョーモトシクル (Peugeot Motocycles) はフランス・プジョーの二輪車部門である。1898年にプジョー最初のモーターサイクルを製造した、現存する世界最古のモーターサイクルメーカー。 

## 歴史

### 1898年
第1回パリ・モーターショーで、ド・ディオン・ブートン・エンジンを搭載したプジョー最初のモーターサイクルを発表。後輪部分にエンジンをマウントする、斬新な車体構造だった。

### 1907年
マン島TTレースの第1回大会の2気筒クラスにおいて、プジョー製Vツインエンジンを搭載したノートンが勝利。

### 1934年
ボルドール24時間耐久ロードレースにおいて、「プジョー P515」が2,000kmおよび3,000kmの平均最高速度、24時間走行の平均最高速度、という3つの世界記録を樹立。

### 1953年
第二次世界大戦後には女性の社会進出が進み、手ごろな交通手段としてのスクーターがブームとなる。1953年に登場した「プジョー S55」は、フロントのトランクとキャリアや快適なダブルシートが特徴でヨーロッパ市場で人気を博した。

### 2014年
インドの自動車大手マヒンドラ＆マヒンドラがグループPSAからプジョー2輪車部門の株式51％を取得することを発表。マヒンドラの傘下となる。

### 2018年
モーターサイクル製造120周年を迎えたこの年に、ブランドの生誕の場所である「パリ・モーターショー」にて、ブランド名を「プジョー・スクーター」から「プジョー・モトシクル」に変更。総合2輪ブランドを目指すとして次世代のプジョーモトシクルを象徴する「P2X Concept」を発表した。

### 2019年
マヒンドラ&マヒンドラがグループPSAからプジョー・モトシクルの全株式を取得し、完全子会社とすることが発表された。

### 2022年
マヒンドラ&マヒンドラがドイツの再生請負会社Mutaresにプジョー・モトシクルの株式50％と経営権を売却した。

## 製品
- ジャンゴ
- スピードファイト
- シティスター
- ツイート